# Sobrevent i sotavent

Sobrevent i sotavent en un vaixell. Definits per la línia de crugia del veler. El floc, normalment, va caçat a la banda de sotavent.

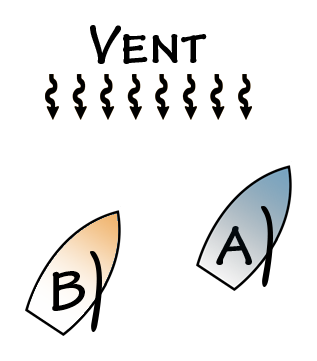
La barca A és a sotavent de la barca B i, per tant, la barca B és a sobrevent de la barca A. Vegeu figura anterior.

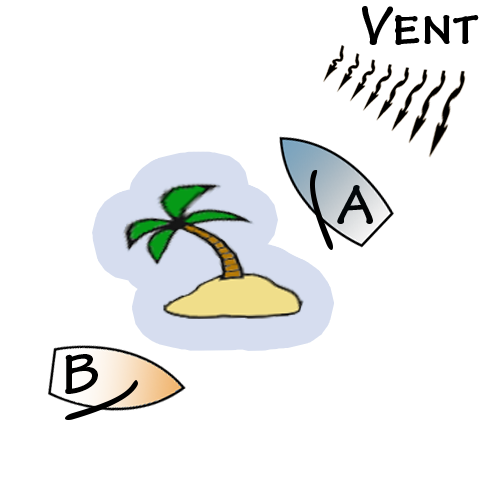
La barca A és a la costa de sobrevent i la barca B a la de sotavent.

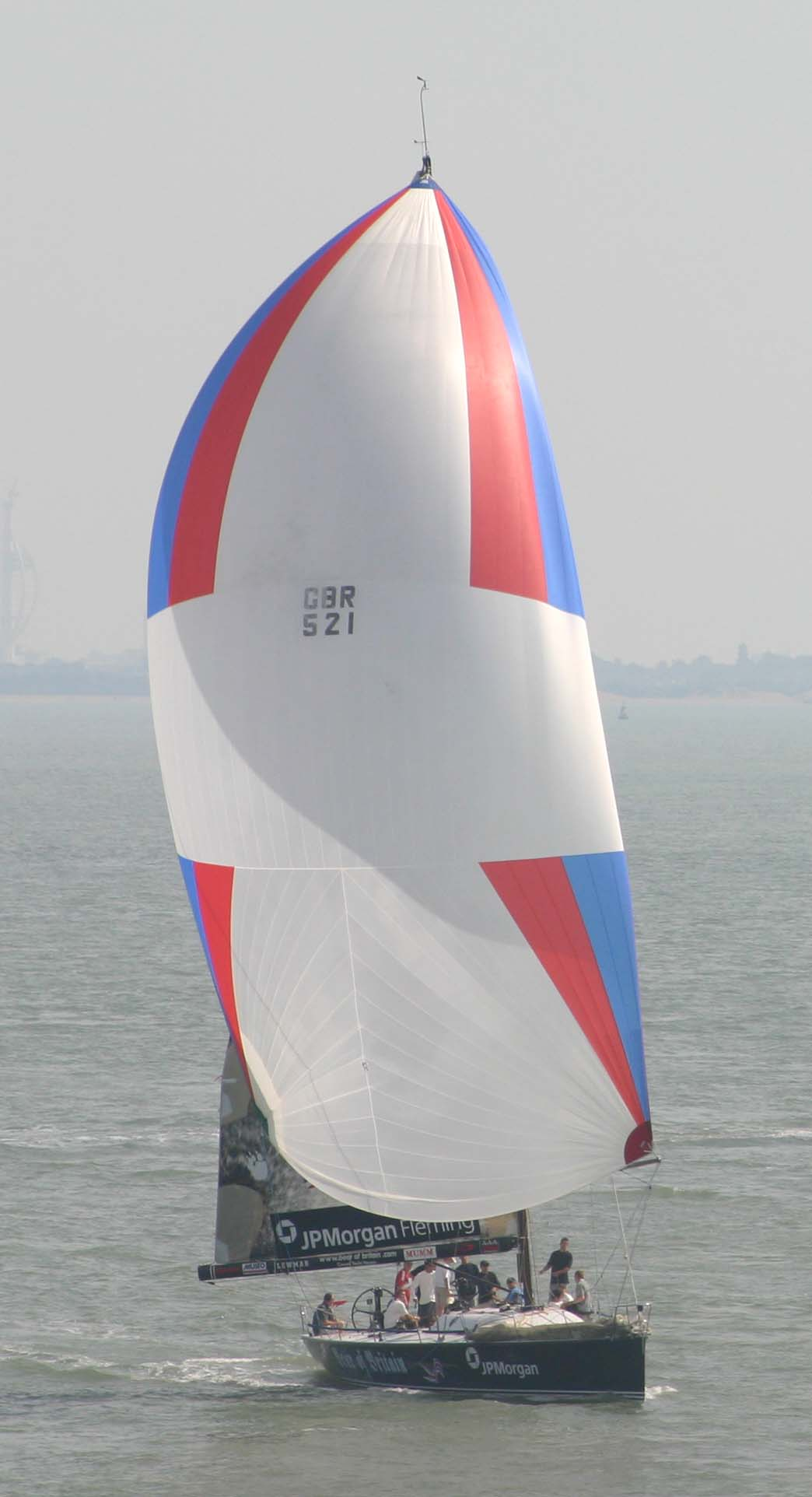
Un veler navegant cap a sotavent utilitzant una vela espinàquer

Sotavent i sobrevent són dos termes oposats que es refereixen a la direcció des d'on bufa el vent.
A banda de la navegació, s'utilitza en diverses àrees com la caça, la climatologia, geomorfologia i, en general, en geografia física.

## Usos generals
- En una cacera, tant els animals predadors com els humans eviten que el vent bufi des d'ells cap a la seva presa, per evitar que l'olor delati el caçador a l'aguait. Es procura que el vent vingui des de la presa cap al caçador, aquesta posició s'anomena vent de cara o sotavent de la presa.[1][2][3]
- En una embarcació de vela, sobrevent és per on incideix el vent sobre l'embarcació. La part de sotavent és el costat oposat, tenint com a referència l'eix longitudinal del veler.
- En un aerogenerador, es diu que les aspes estan en configuració de sobrevent quan s'enfronten al vent i sotavent quan es mouen amb el vent que surt des de la góndola. La gran majoria dels grans aerogeneradors són d'eix horitzontal i sotavent, mentre que els aerogeneradors de mida petita i mitjana (algunes desenes de quilowatts) són de tipus sobrevent i orientació per penell.
- En el vol a vela o vol sense motor a vessant s'usa per definir quina part de la muntanya te ascendència ja que està al vessant de sobrevent i quina té descendència, així doncs, en el vessant de sotavent.

## Importància meteorològica
La gent de mar utilitza els termes, no sols en relació amb els seus vaixells, sinó també en referència amb les illes i amb les diferents cares d'una mateixa illa. En aquest cas, el costat de sobrevent és el costat de l'illa que rep primer els vents dominants, i és per tant, el costat més humit, ja que l'aire humit en ascendir és afectat per l'efecte Föhn, que provoca unes majors precipitacions. El costat de sotavent és el costat protegit del vent per l'elevació de l'illa, i és generalment el costat més sec de l'illa. Així, l'emplaçament a sobrevent o a sotavent és un important factor climàtic a les illes oceàniques.

## Importància nàutica i naval
Les direccions de sobrevent i sotavent són factors importants que s'han de tenir en compte quan es navega amb un veler (vegeu els punts de la vela). També s'utilitzen àmpliament altres termes que tenen el mateix significat general, com ara vent ascendent i vent descendent, i moltes variacions que utilitzen la metàfora d'alçada ("ascendir", "deixar caure", "estem apuntant més alt que ells"," dirigiu-vos a sota d'aquesta marca", i així successivament).
El vaixell de sobrevent és normalment el més maniobrable. Per aquesta raó, l'article 12 del Reglament Internacional per a Prevenir Abordatges a la mar (COLREG per les seves sigles en anglès) estipula que el vaixell de sotavent té dret sobre el vaixell de sobrevent. Per la mateixa raó, un vaixell de guerra que forma part d'una esquadra sovint tracta d'entrar en la batalla des de la direcció de sobrevent, perquè així obté un important avantatge tàctic sobre el seu oponent vaixell de guerra -ja que el vaixell de guerra a sobrevent pot triar quan participar i quan retirar-se'n. El vaixell de guerra contrari a sotavent sovint no pot fer més que combatre sense exposar-se indegudament. Aquest principi va començar a prendre importància quan es va introduir l'artilleria en el combat naval.
En la Batalla naval del llac de Maracaibo, a Veneçuela, realitzada el 24 de juliol de 1823, la flota patriota va saber aprofitar aquesta diferència per a ubicar-se del costat més favorable (a l'est de la desembocadura del llac al golf de Veneçuela) i amb la seva victòria, va posar fi a la dominació espanyola a les costes occidentals. Només port Cabello va seguir sent espanyol fins un any després, quan veritablement va acabar la Guerra de la Independència a Veneçuela.
En maniobrar, els vaixells de sotavent estan en perill, en exposar la part baixa dels seus cascs a l'artilleria enemiga, i el risc de negar-se amb l'aigua i enfonsar-se és molt més gran que si el tret colpeja en el seu costat oposat.

## Casos particulars
| «                                         | ... aquesta és rahó: car ells havien lo vent de Lebeig tant complit ques podien a orçar per lur viatge affer. E nos no podiem sobrepujar al vent, peró com erem puix baix que ells no eren... | » |
| — Crònica de Ramon Muntaner. Capítol VIII | |   |

| «                                         | ... Que com l'embat se metria, que ells que fossen a sobrevent... | » |
| — Crònica de Ramon Muntaner. Capítol 131. |                                                                   |   |

| «                                       | Advertint lo que molt importa al Artiller, ço és que pose sempre la pólvora sobre vent de la peça y un poch atràs, y lo foch a sota vent (que aquexos són los dos majors enemichs té lo Artiller; y és bé guardar-se dells, que en poderla fer, la faran, no perdonant a ningú). | » |
| — Tractat d’artilleria. Francesc Barra. | |   |